# Église Saint-Vaast de Berny-en-Santerre
Pour les articles homonymes, voir Église Saint-Vaast.
L'église Saint-Vaast de Berny-en-Santerre est une église catholique située à Berny-en-Santerre, dans le département de la Somme, à l'est d'Amiens.

## Historique
L’ancienne église de Berny-en-Santerre ayant été anéantie au cours de la Première Guerre mondiale, un nouveau lieu de culte fut reconstruit durant l'entre-deux-guerres sur les plans de l'architecte Louis Duthoit.

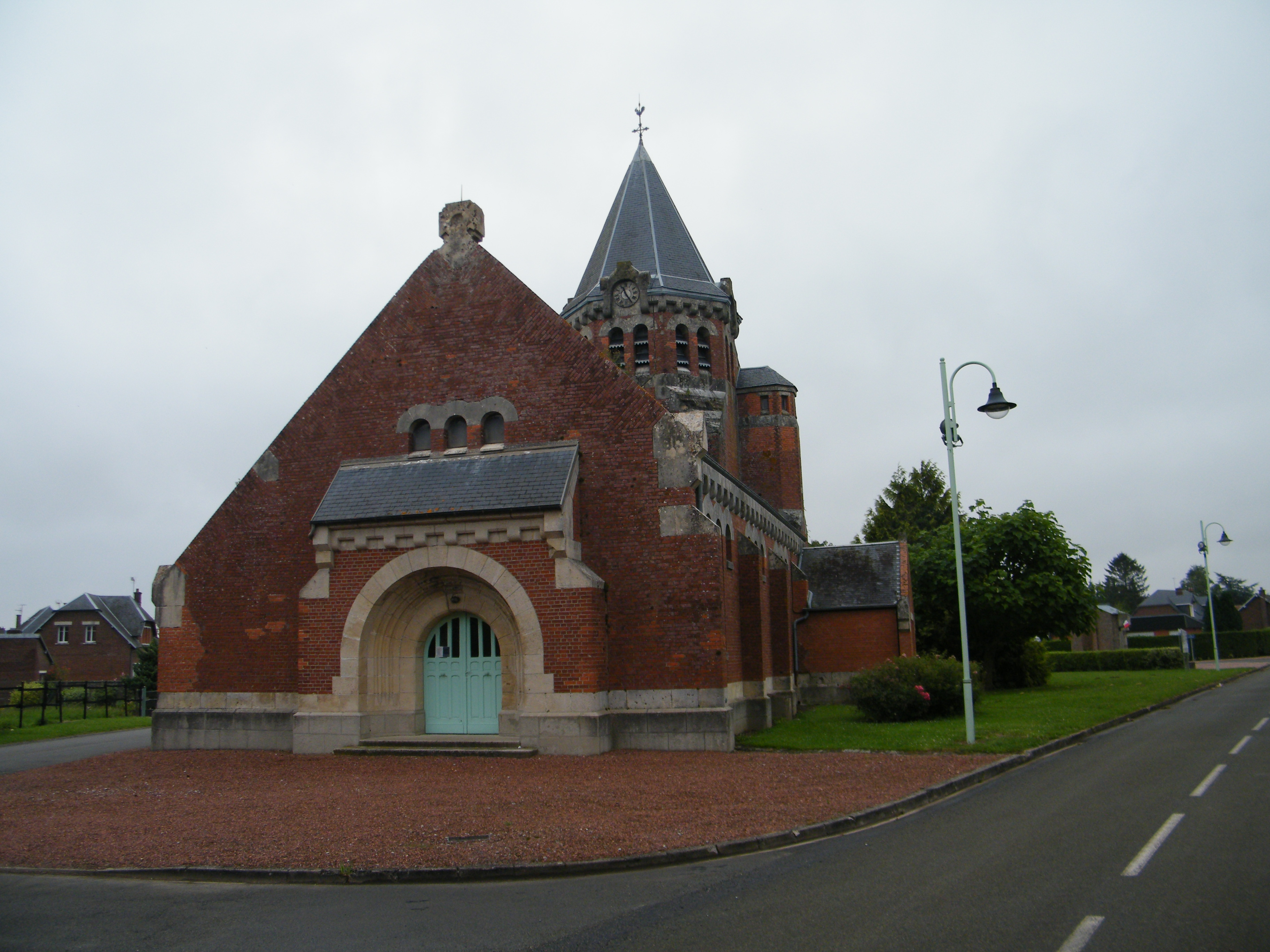

## Caractéristiques
L'église de Berny-en-Santerre a été construite en brique sur un soubassement en pierre selon un plan basilical traditionnel. Elle est de style néo-roman. Un clocher octogonal coiffe la croisée du transept. Le portail est protégé par un auvent et la façade en brique est d'une grande sobriété.
Louis Duthoit conçut également le monument aux morts non loin de l'église.